# Giulia Quintavalle
(Dopo la vittoria della medaglia d'oro alle olimpiadi di Pechino)
Giulia Quintavalle (Livorno, 6 marzo 1983) è una judoka italiana.

## Biografia
Nata a Livorno e residente a Rosignano Solvay, frazione di Rosignano Marittimo, ha partecipato a 25 anni alle Olimpiadi di Pechino 2008, vincendo la medaglia d'oro nella categoria 57 kg femminile.

## Carriera
L'11 agosto 2008 batte in finale l'olandese Deborah Gravenstijn, portando all'Italia la seconda medaglia d'oro dell'edizione cinese delle Olimpiadi, nonostante un colpo al gomito.
È anche la prima donna italiana, nella storia dei giochi olimpici, a vincere la medaglia d'oro nel judo.
Il 25 aprile 2010 vince i Campionati europei a squadre battendo in finale a Vienna la squadra polacca, gareggiando con Rosalba Forciniti, Edwige Gwend, Erica Barbieri, Assunta Galeone, titolo che le Azzurre non avevano mai vinto; nello stesso torneo Giulia ottiene un quinto posto nella gara individuale.
Nel 2011 vince ben tre tornei internazionali a Lisbona, Roma e Abu Dhabi, mentre ai Campionati Europei Seniores di Istanbul arriva quinta.
Nel 2012 ai Giochi Olimpici di Londra non riesce a conquistare il podio, perdendo la sfida anche per la medaglia di bronzo.
È la portabandiera italiana ai primi Giochi europei di Baku 2015 dove vince il bronzo nella gara a squadre.

## Palmarès
Giochi olimpici
- Oro Pechino 2008

Europei
- Oro Vienna 2010 (squadre)

Giochi del Mediterraneo
- Bronzo Almeria 2005

Campionati mondiali militari
- Bronzo Vinkovci 2006

### Campionati nazionali
- Oro 3 volte campionessa nazionale assoluta (2004-2005-2006)

### Altre manifestazioni internazionali
Tornei internazionali
- Bronzo Lione 2002
- Argento Coimbra 2002
- Bronzo Tunisi 2007
- Argento Mosca 2007
- Argento Lido di Roma 2008
- Bronzo Abu Dhabi 2009
- Bronzo Varsavia 2010
- Argento Abu Dhabi 2010
- Bronzo GP Dusseldorf 2011
- Oro WCF Lisbona 2011
- Oro Roma World Cup 2011
- Oro Abu Dhabi 2011

## Altre attività
Dal 2024 Giulia Quintavalle è diventata assessore allo sport del Comune di Rosignano Marittimo, in provincia di Livorno, dove risiede.